# تاسوکو هیراوکا
تاسوکو هیراوکا (انگلیسی: Tasuku Hiraoka؛ زادهٔ ۲۳ فوریهٔ ۱۹۹۶) بازیکن فوتبال اهل ژاپن است.
از باشگاه‌هایی که در آن بازی کرده‌است می‌توان به باشگاه فوتبال توکیو اشاره کرد.